# بالبای (شهرستان توپ)
بالبای (به لاتین: Balbay) یک منطقهٔ مسکونی در قرقیزستان است که در شهرستان توپ واقع شده‌است. بالبای ۲٬۲۸۴ نفر جمعیت دارد و ۱٬۶۶۸ متر بالاتر از سطح دریا واقع شده‌است.